# 須毛部仮性毛包炎
須毛部仮性毛包炎（しゅもうぶかせいもうほうえん、Pseudofolliculitis barbae: PFB）は、剃毛による持続的な刺激が炎症を起こす毛髪疾患の一つである。1956年に初めて報告された疾患である。

## 症候

### 関連疾患
かみそり火傷も剃毛によってもたらされるが、須毛部仮性毛包炎ほど深刻ではない。皮膚の表面の軽度から中程度の発赤および炎症を特徴とする。須毛部仮性毛包炎とは異なり、通常は一時的なものであり、感染は伴わない。 
毛嚢炎（毛包炎）と呼ばれる疾患もあるが、これは毛包の炎症の原因が須毛部仮性毛包炎と異なる。須毛部仮性毛包炎はウイルスまたは細菌の感染によって引き起こされる一方、毛嚢炎は剃毛および陥入した毛からの刺激によってもたらされる。 
関連疾患であるPseudofolliculitis nuchaeは、湾曲した毛が短く切り取られて皮膚に戻ることができるようになることで、しばしば生え際に沿って首の後ろに発生する。治療せずに放置すると、項部ケロイド性ざ瘡に発展する可能性がある。これは、硬く暗色のケロイド様の隆起が首に形成される状態である。いずれも従軍黒人男性に好発するため、軍が管理用のプロトコルを用意していることがある。 

## 原因
顔面で最も多いのは須毛部仮性毛包炎であるが、毛が剃られたり引き抜かれたりする他の部位、特に性器など、毛が縮れていて肌が敏感な部分でも起こり得る（より正確にはpseudofolliculitis pubis: PFPと呼ばれる）。 
毛は剃られた後、元に戻り始める。 縮れ毛では、毛包からまっすぐに伸びず、皮膚に向かって曲がる傾向があり、炎症反応が引き起こされる。須毛部仮性毛包炎では皮膚が発赤を伴い痒そうに見え、場合によってはにきびのように見えることがある。これらの炎症を起こした丘疹または膿疱は、特にその領域が感染した場合に形成される。 
須毛部仮性毛包炎は、太い髪が自然に粗い、またはきつくカールしている一部の男性にとっては特に問題となる。縮毛は須毛部仮性毛包炎のリスクを50倍高めることが知られている。治療せずに放置すると、ひげ領域にケロイド瘢痕が生じることがある。 
須毛部仮性毛包炎は、さらに巻き毛の状態により、transfollicularおよびextrafollicularの2つの型に分類される。extrafollicular hairは、毛包を出て皮膚に再び入った毛である。transfollicular hairは決して毛包を出ないが、そのカールする性質のために毛包に戻り、体液の貯留と炎症を引き起こす。 
ケラチン遺伝子（K6hf）の多型は須毛部仮性毛包炎と関連があり、遺伝的な危険因子である可能性が示唆されている。この配列変化は、K6hfのrodドメインに高度に保存されたヘリックス開始モチーフのアミノ酸置換をもたらす。A12T多型の保因者は、野生型K6hf配列ホモ接合の人々と比較して、須毛部仮性毛包炎を発症する可能性が6倍高い。これはK6hf変異が、構造的に内部と外部の根鞘を分離しているコンパニオン層を弱め、ひげの毛の成長を促進することを示唆している。  

## 予防
最も効率的な予防策は、ひげを生やすことである。剃る必要がある、または単に剃るのを好む男性では、髪が皮膚に戻るのを防ぐのに最適な長さは約0.5mmから1mmであると示されている。シェービングの代わりに最低設定（0.5mmまたは1mm）でひげトリマーを使用することもまた効率的な予防方法である。結果として、問題とならない領域（頬、首下）にかすかな無精ひげが生じるが、標準的な電気かみそりを使用すれば剃ることができる。 
ほとんどの場合、3〜4週間シェービングをせずにいると、すべての病変が治まり、ほとんどのextrafollicular hairは約10日で解消する。毛包の永久除去は、須毛部仮性毛包炎の唯一の決定的な治療法である。電気脱毛は効果的であるが、ペースが遅い、痛い、費用がかかるなどの理由からあまり行われない。レーザー脱毛は効果的であるが、稀に皮膚の変色と瘢痕をもたらす。  
ブラシやスポンジなどを用いて剥脱を行なっても皮膚隆起を防ぐことができる。   

## 治療
最も簡単な治療法は、ひげを成長させることである。既存のかみそりによる隆起は、多くの場合、陥入した毛を取り除くことで治療できる。 Extrafollicular hairは通常、ピンセットで皮膚の下から優しく引っ張れば良い。かみそりの隆起を解消するために指の爪を使用することは、感染や瘢痕につながる可能性があるため避ける必要がある。毛包から毛を完全に除去することは推奨されない。重度またはtransfollicular hairの場合は、皮膚科医による除去が必要になる場合がある。 
皮膚の治癒を早めるための薬も処方されている。臨床試験では、 グリコール酸ベースのケミカルピーリングが効果的で忍容性の高い治療法であり、顔と首の病変が大幅に小さくなることが示されている。グリコール酸の作用機序は不明だが、グリコール酸による毛幹のチオール結合の減少により、よりまっすぐな発毛が促され、毛幹の毛包壁または表皮への再進入が減少するためと考えられている。サリチル酸によるケミカルピーリングも効果的である。処方抗生物質ゲル（ベンザマイシン、クレオシンT）または経口抗生物質も使用される。過酸化ベンゾイルは、処方抗生物質と組み合わせて、または併用せずに局所的に使用できる。レチン-Aは、数ヶ月後に、瘢痕を均一にするのに役立つ。ひげが生えている間に、ひげの肌にレチン-Aクリーム0.05〜0.1％を毎晩塗布する。ティーツリーオイル、マンサク、およびヒドロコルチゾンも同様に、かみそりの隆起の治療法および治療法として注目されている。   